# Мгинский район
Мгинский район — административно-территориальная единица в составе Ленинградской области, существовавшая с 1927 по 1960 годы.
Административными центрами района были — рабочий посёлок Мга и село Путилово.
Площадь территории — 2423 км² (по данным 1928 года). Население — 67 740 человек (1959 год; 37 070 чел. в 1926 году, 82 707 чел. в 1939 году, 17 896 чел. в 1945 году; 41128 чел. в 1949 году).

## Образование района
Мгинский район образован 1 августа 1927 года одновременно с образованием Ленинградской области. В состав района были включены следующие административные единицы упразднённой одновременно Ленинградской губернии:
а) из Ленинградского уезда:
- Мгинская волость полностью (24 сельсовета);

б) из Волховского уезда:
- из Шумской волости — 14 сельсоветов[5].

Первоначально Мгинский район был включён в состав Ленинградского округа. После ликвидации округов (постановление ЦИК и СНК СССР от 23 июля 1930 года) район был подчинён непосредственно областным органам.

## Административное деление
На момент образования района в его состав входили 38 сельсоветов. После укрупнения, проведённого в 1928 году, их количество уменьшилось до 25:
- Анненский
- Берёзовский
- Васильковский
- Влойский
- Выставский
- Гавсарский
- Горский
- Кобонский
- Лавровский
- Лезьенский
- Липский
- Марковский (национальный финский)
- Марьинский
- Мгинский
- Назийский
- Низовский
- Поречский
- Путиловский
- Ратницкий
- Рындельский
- Сассарский
- Синявинский
- Турышкинский
- Черновский
- Шумский

Постановлением Президиума ВЦИК от 20 апреля 1930 года населённый пункт Синявино отнесён к категории рабочих посёлков.
Постановлением Президиума ВЦИК от 30 сентября 1930 года центр Мгинского района был перенесён с железнодорожной станции Мга в село Путилово, а район переименован в Путиловский, однако уже 30 сентября 1931 года это постановление было отменено.
Постановлением Президиума ВЦИК от 27 сентября 1933 года населённый пункт при Назиевских торфяных разработках Мгинского района отнесён к категории рабочих посёлков и ему присвоено наименование — рабочий посёлок Назия.
Постановлением Президиума ВЦИК от 1 октября 1936 года в состав Мгинского района перечислены рабочий посёлок 8-й ГЭС имени Кирова, территория Павловского силикатного комбината упразднённого Пригородного района и Ивановский сельсовет Тосненского района.
Постановлением Президиума ВЦИК от 5 июля 1937 года районный центр Мга отнесён к категории рабочих посёлков.
Постановлением Президиума Ленинградского облисполкома от 14 апреля 1939 года упразднены следующие сельсоветы: а) Турышкинский (присоединён к Лезьинскому) и б) Марковский (разделён между Путиловским и Пореченским сельсоветами).
Указом Президиума Верховного Совета РСФСР от 16 июня 1940 года населённый пункт Отрадное отнесён к категории рабочих посёлков.
Указом Президиума Верховного Совета РСФСР от 16 мая 1941 года упразднён Влойский сельсовет.
В 1953 году рабочий посёлок Кировск преобразован в город районного подчинения.
Указом Президиума Верховного Совета РСФСР от 16 июня 1954 года упразднены следующие сельсоветы Мгинского района: 

1) Черновский; 

2) Лавровский; 

3) Низовский (присоединены к Кобонскому сельсовету); 

4) Назийский (присоединён к Путиловскому сельсовету); 

5) Сассарский (присоединён к Васильковскому сельсовету); 

6) Гавсарский (присоединён к Выставскому сельсовету); 

7) Рындельский (присоединён к Ратницкому сельсовету); 

8) Горский (присоединён к Шумскому сельсовету).
Решением Ленинградского облисполкома от 23 декабря 1957 года село Ивановское отнесено к категории рабочих посёлков.
Указом Президиума Верховного Совета РСФСР от 12 мая 1959 года город Петрокрепость отнесён к категории городов районного подчинения и включён в состав Мгинского района.
Решением Ленинградского облисполкома от 29 мая 1959 года населённый пункт Павлово Мгинского района отнесён к категории рабочих посёлков. В черту рабочего посёлка Павлово были включены населённые пункты Лобаново и Петрушино.
В 1959 году упразднён Мгинский сельсовет, часть его территории передана в Лезьенский сельсовет, а часть передана в подчинение Мгинскому поссовету.

## Население
В административных границах района проживало смешанное население: это были потомки ингерманландских финнов, карелов, переселившихся из Тверской губернии и русских, переведённых сюда из Рязанской губернии и Лужского уезда Санкт-Петербургской губернии. 
В 1927 году районе проживали 37 071 человек, в том числе в сельской местности — 36 518 чел., из них
- русские — 32 540 чел.
- ингерманландские финны — 3177 чел.
- эстонцы — 418 чел.[17]

## Упразднение района
Район был упразднён указом Президиума Верховного Совета РСФСР от 9 декабря 1960 года. Территория района была разделена между Волховским и Тосненским районами. Согласно решению Ленинградского облисполкома, в состав Волховского района передавались рабочий посёлок Назия и сельсоветы: Выставский, Васильковский, Кобонский, Путиловский, Ратницкий, Шумский. В состав Тосненского района были включены города Кировск и Петрокрепость, рабочие посёлки Ивановское, Мга, Отрадное, Павлово, Синявино. С 1977 года территория бывшего Мгинского района полностью входит в состав Кировского района.